# Iseki Nōki
Iseki Nōki K.K. (jap. 井関農機株式会社, Iseki Nōki Kabushiki-gaisha, wörtlich: „Iseki Landmaschinen Aktiengesellschaft“, engl.: ISEKI & Co. Ltd.) ist ein japanischer Landmaschinenhersteller mit Hauptsitz in Matsuyama, Präfektur Ehime und einem zweiten Hauptstandort in Arakawa, Präfektur Tokio. Das Unternehmen gilt in Japan aufgrund seiner breiten Produktpalette in der Branche als „Full-Liner“ und liegt (Stand 2019) bei den heimischen Verkaufszahlen auf Platz 3 hinter dem Marktführer Kubota und Yanmar.
Das Unternehmen produziert in drei Werken in Japan. Dazu zählen die Standorte Matsuyama, Kumamoto, Niigata. Darüber hinaus verfügt Iseki über ein Werk im indonesischen Pasuruan und im chinesischen Xiangyang.

## Geschichte

### Entwicklung in Japan
Das Unternehmen geht auf den Firmengründer Kunisaburō Iseki zurück, der als Sohn eines japanischen Reisbauern vor der Entscheidung stand, den elterlichen Hof zu übernehmen oder einen anderen Beruf zu erlernen. Kunisaburō Iseki entschied sich, seinen Beitrag zur Technisierung und Modernisierung der Arbeit auf dem Feld zu leisten.
Er gründete sein erstes Unternehmen 1926 unter dem Namen Iseki Nōgu Shōkai (井関農具商会, engl. Iseki Farm Implement Trading Co.) Zu den ersten Entwicklungen und Produktionen gehörten einfache Bodenarbeitsgeräte. Ein Durchbruch gelang mit der Entwicklung des Einachsschleppers, mit dem man den Boden pflügen, fräsen und kultivieren konnte. Dies erleichterte die Arbeit der Bauern auf dem Feld spürbar. Der Einachsschlepper löste damit Pferd und Kuh vor dem Pflug ab.
1929 verlegte Iseki den Firmensitz nach Matsuyama in der Präfektur Ehime auf der Insel Shikoku.

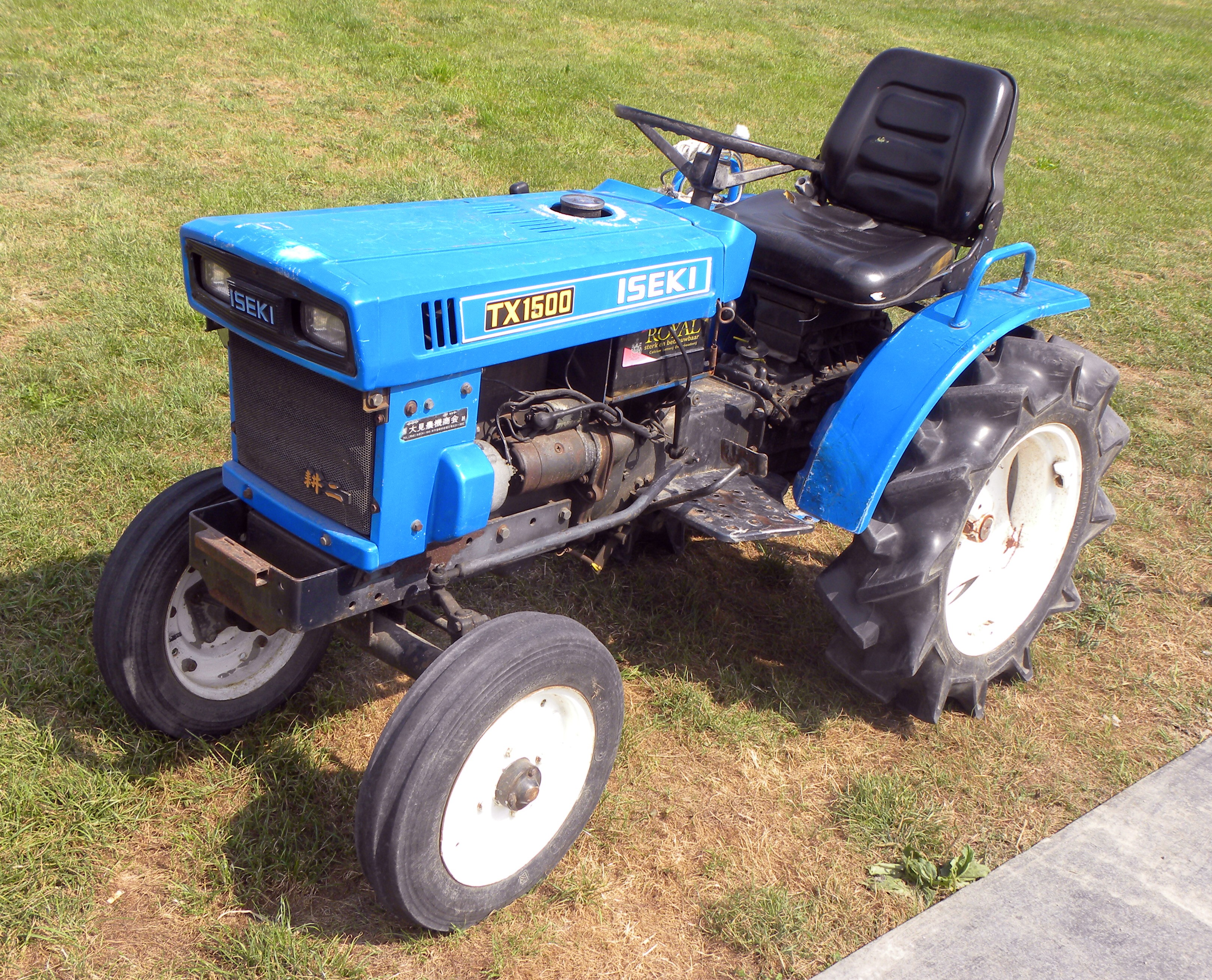
Iseki TX1500 von 1978

Die Produktion von Traktoren begann für Iseki im Jahr 1963 durch eine Lizenzvereinbarung mit der Firma Porsche Diesel in Friedrichshafen am Bodensee. Porsche stellte zu diesem Zeitpunkt gerade die Produktion ein. Iseki wurde mit Porsche handelseinig und übernahm Lizenzen, Teile, Werkzeuge und Werkstücke und begann 1964 die eigene Traktorenproduktion mit der Herstellung von Porsche Traktoren, die in Japan unter dem Namen Iseki vermarktet wurden. Aus diesen Anfängen entwickelte sich die eigenständige Entwicklung von Traktoren bei Iseki.
Während Iseki anfänglich Dieselmotoren von Mitsubishi und Isuzu einbaute, stellt es seit 1980 eigene Dieselmotoren her, die in allen eigenen Produkten zum Einsatz kommen. Ferner werden Geschäftsbeziehungen mit den Herstellern AGCO (USA), Massey Ferguson (UK), Perkins (UK) gepflegt.

### Expansion nach Europa
Ende der 1960er Jahre wollte Iseki, wie viele anderen japanischen Hersteller auch, nach Europa expandieren und knüpfte daher über das in Düsseldorf ansässige Handelshaus Mitsui erste Kontakte zu deutschen Landmaschinenhändlern. Darunter befand sich die Landtechnikfirma Hoffmann aus Meerbusch, die 1968 den Generalimport für Deutschland übernahm. Um sich weitere Marktanteile in Europa zu sichern, gründete Iseki zudem 1971 mit der ISEKI-Europe S.A. eine Niederlassung in Zaventem bei Brüssel.
Die Firma Hoffmann starte anfangs mit dem Vertrieb von Einachstraktoren und Motorhacken. Im Laufe der 1970er Jahre wurden dann auch kompakte Traktoren importiert. Über die Jahre gelang es trotz starker Konkurrenz Iseki im deutschen Markt zu verankern und die Absatzzahlen zu steigern.
Nach der deutschen Wiedervereinigung wurde 1993 ein Produktionswerk in Naunhof im Bundesland Sachsen errichtet. Seit 1995 erschließt Iseki zudem viele Länder Osteuropas von Deutschland aus. So werden zum Beispiel Tschechien, Ungarn, Slowakei, Polen, Bulgarien, Rumänien, Ukraine und Russland von Deutschland aus betreut.
Das japanische Mutterunternehmen war ursprünglich mit 19 % an der deutschen Partnergesellschaft beteiligt und erhöhte seine Anteile im Jahr 2022 auf 40 %. Zeitgleich verlegte Iseki den Sitz der Europa-Niederlassung vom belgischen Zaventem nach Meerbusch. Zu dem seit 2019 alleinverantwortlichen Geschäftsführer Martin Hoffmann wurde der ehemalige Leiter der Europa-Niederlassung, Takaomi Fukuta, mit diesem Schritt als Partner in die Geschäftsführung aufgenommen.
Iseki ist in Deutschland einer der Marktführer in der Traktorenklasse bis 50 PS und deckte 2010 etwa 28 % des gesamten Marktvolumens ab. Traktoren in dieser Leistungsklasse werden in Europa überwiegend in kleinen landwirtschaftlichen Betrieben, bei Hobbybauern, Reiterhöfen oder aber zur Grünflächenpflege bei Kommunen, Garten- und Landschaftsbauern und Winterdienstleistern eingesetzt.
In Deutschland werden auch eigene Ausrüstungsartikel und Anbaugeräte wie beispielsweise Mähwerke, Grassammeleinrichtungen, Kehrmaschinen, Schneeräumschilder sowie Anhänger entwickelt und hergestellt.

## Produkte

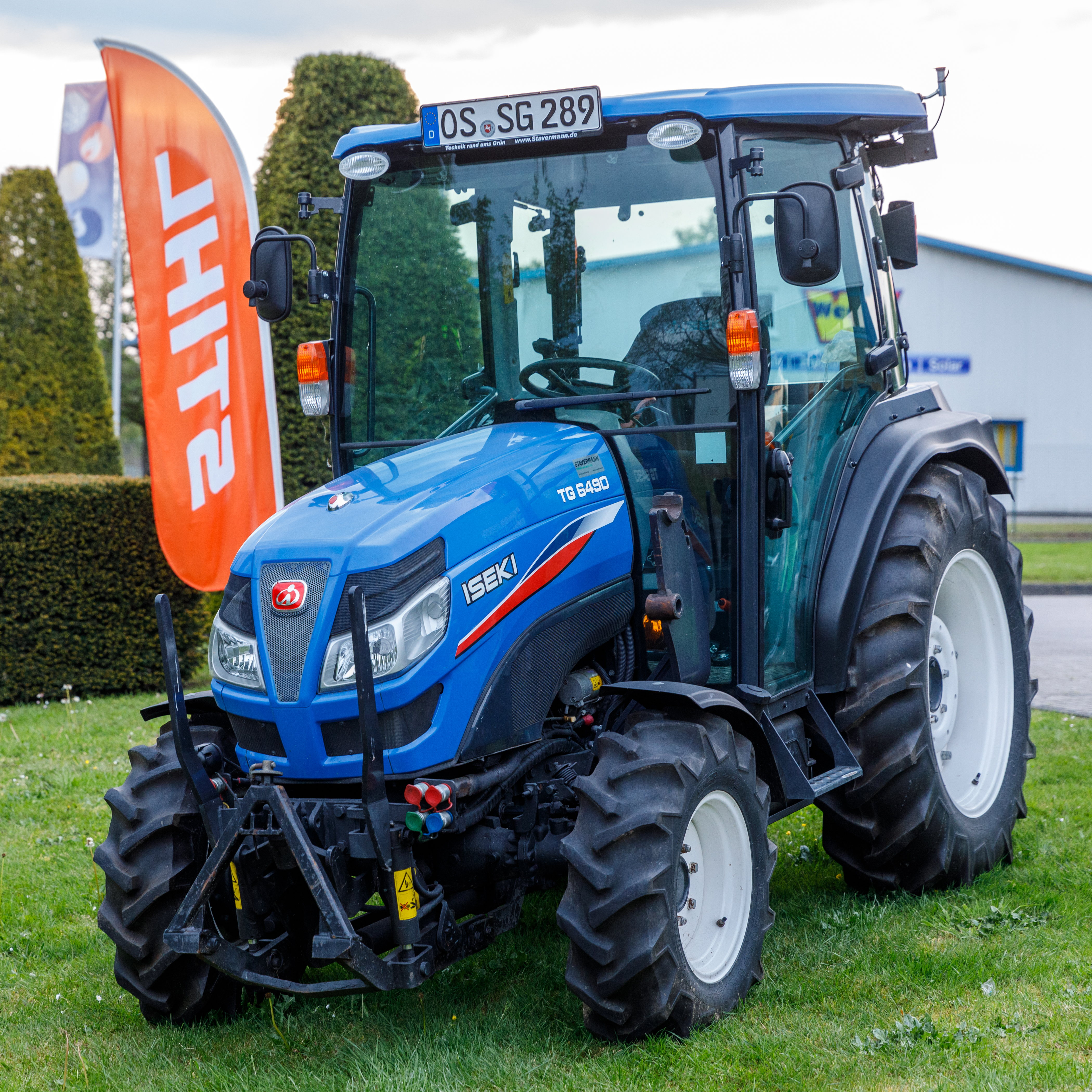
Ein wesentlicher Bestandteil der Produktpalette bei Iseki sind Traktoren in verschiedenen Größenklassen

Iseki stellt Maschinen für die Landwirtschaft und Grünflächenpflege her. Dazu gehören Traktoren und Einachsschlepper, Mähdrescher, Mähmaschinen sowie Maschinen für den Anbau und die Ernte von Reis und Gemüse. Für einige Maschinen werden auch Anbaugeräte, wie zum Beispiel Kehrmaschinen, Salzstreuer und Räumschilde gefertigt.
Iseki verkauft seine Produkte über ein großes Niederlassungs- und Händlernetzwerk weltweit. Manche Produkte wurden jedoch speziell für einen bestimmten Wirtschaftsraum entwickelt und werden nur dort angeboten.